# Neptuno cántabro

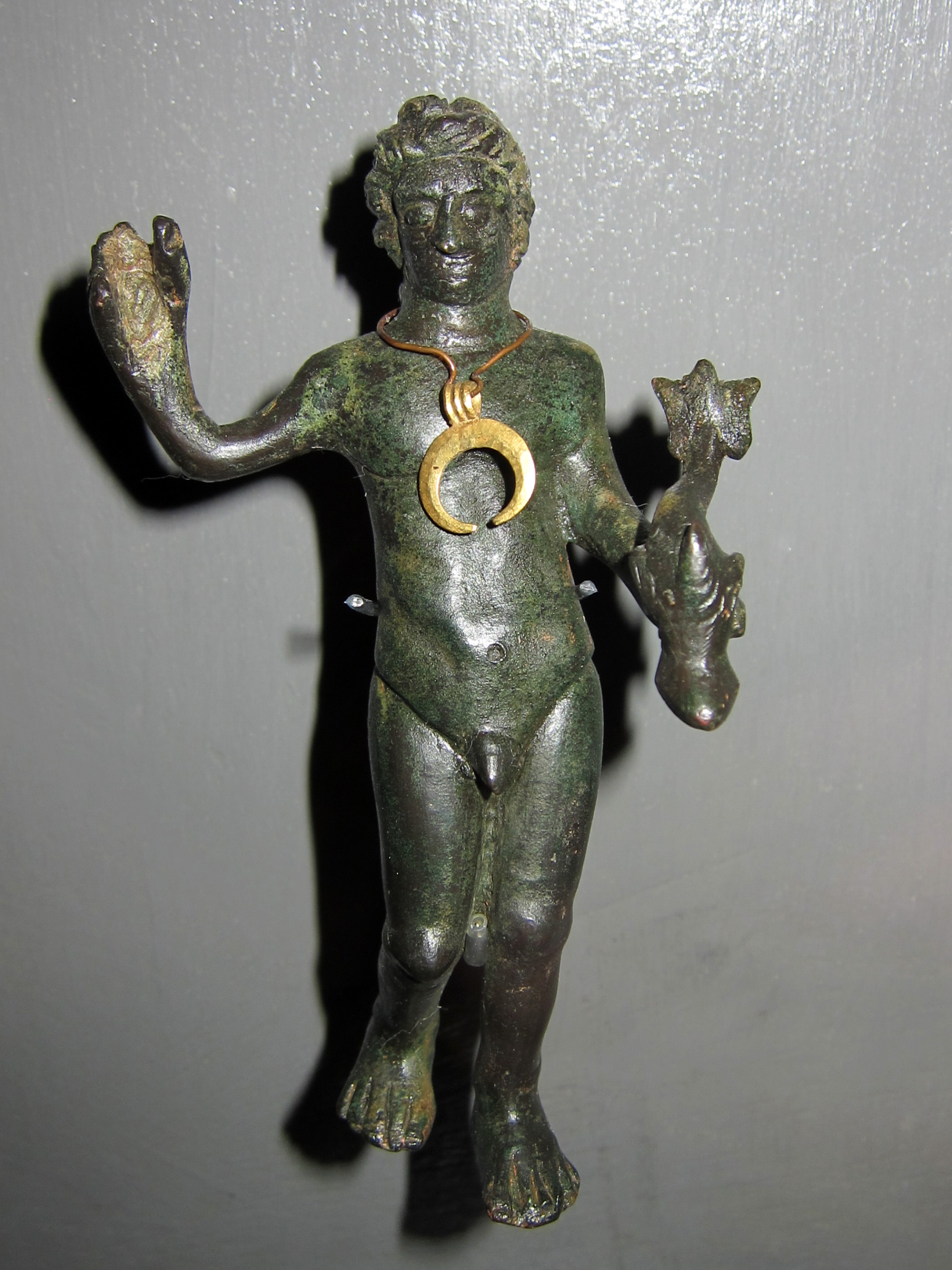
Figura de joven Neptuno proveniente del castro de Pico Cueto, depositada en el Museo de Prehistoria y Arqueología de Cantabria.

El Neptuno cántabro es una estatuilla prerromana encontrada en el término municipal de Castro-Urdiales (Cantabria), que muestra a una divinidad con un delfín sostenido sobre su mano izquierda, algo sobre la derecha, abierta y alzada, que no se ha encontrado (probablemente un tridente) y un collar de oro en forma de media luna cerrada. El dios es un hombre joven, desnudo, sin barba y con bastante cabello. La escultura mide 12,6 cm de altura y está realizada en bronce. Se data entre los siglos I y III de nuestra era.
Se cree que pertenece a los amanos, un supuesto pueblo de cierto avance cultural, prerromano e indígena de Cantabria, descrito por Plinio el Viejo en su Historia Natural.

## Descubrimiento
La escultura fue hallada en 1955 cerca de la cumbre del Monte Cueto, donde se enclava un castro de finales del Bronce o principios del Hierro. La estatuilla se presta a dos teorías: la primera dice que es romana y represente a un Neptuno, mientras que la segunda sugiere que se trata de una divinidad local identificada, sólo más tarde, con Neptuno, lo que vendría avalado por el descubrimiento de Portus Amanos. Por otro lado, los cántabros, afianzados a la tierra y a las montañas, apenas se adentraron en el mar, de modo que hay una gran falta de dioses y mitos relacionados con el océano, de los cuales el Neptuno cántabro es una gran excepción.
Actualmente la estatua se encuentra en el MUPAC, en Santander.

## Diferencias con el Neptuno latino
La figura cántabra es joven, imberbe y con el cabello, aunque abundante, corto, mientras que las representaciones romanas presentan a un hombre de edad avanzada con cabello y barba largos. Estas diferencias sugieren una tercera teoría: que la estatua representa al dios Apolo, y no a Neptuno.[cita requerida]